# The Sims Historier från en öde ö
The Sims Historier från en öde ö (engelska: The Sims Castaway Stories) är det tredje och sista datorspelet i The Sims Historier-serien. Det släpptes den 31 januari 2008. 

## Spellägen
Spelet kan spelas i två olika lägen, Skeppsbruten och singel eller Wanmamiön.

### Skeppsbruten och singel
I spelläget Skeppsbruten och singel får du först välja mellan att göra en egen sim, eller att spela med en av två färdiga simmar, David Bertilsson eller Jessica Knekt.
Historien börjar med att din sim spolas i land på en tropisk ö, och det är upp till dig att lösa olika uppgifter för att klara spelet. Du ska till exempel samla byggmaterial och mat, göra upp en eld, bygga ett vindskydd, samla delar till en flotte, bli vän med några apor, med mera.

### Wanmamiön
I spelläget Wanmamiön får du skapa egna simmar och familjer och spela mer fritt, som i övriga spel i The Sims-serien.